# Roff (Oklahoma)
Roff é uma cidade  localizada no estado norte-americano de Oklahoma, no Condado de Pontotoc.

## Demografia
Segundo o censo norte-americano de 2000, a sua população era de 734 habitantes.
Em 2006, foi estimada uma população de 731, um decréscimo de 3 (-0.4%).

## Geografia
De acordo com o United States Census Bureau tem uma área de
2,4 km², dos quais 2,4 km² cobertos por terra e 0,0 km² cobertos por água.

## Localidades na vizinhança
O diagrama seguinte representa as localidades num raio de 24 km ao redor de Roff.